# 勒克罗
勒克罗（法語：Le Crocq）是法国瓦兹省的一个市镇，属于博韦区。

## 地理
勒克罗（49°37'37"N, 2°10'46"E）面积3.1 平方千米，位于法国上法蘭西大區瓦兹省，该省份为法国北部内陆省份，北起索姆省，西接厄尔省和滨海塞纳省，南至塞纳-马恩省和瓦兹河谷省，东临埃纳省。
与勒克罗接壤的市镇（或旧市镇、城区）包括：科尔梅耶、多梅利耶、阿迪维莱、乌尔塞勒迈松。
勒克罗的时区为UTC+01:00、UTC+02:00（夏令时）。

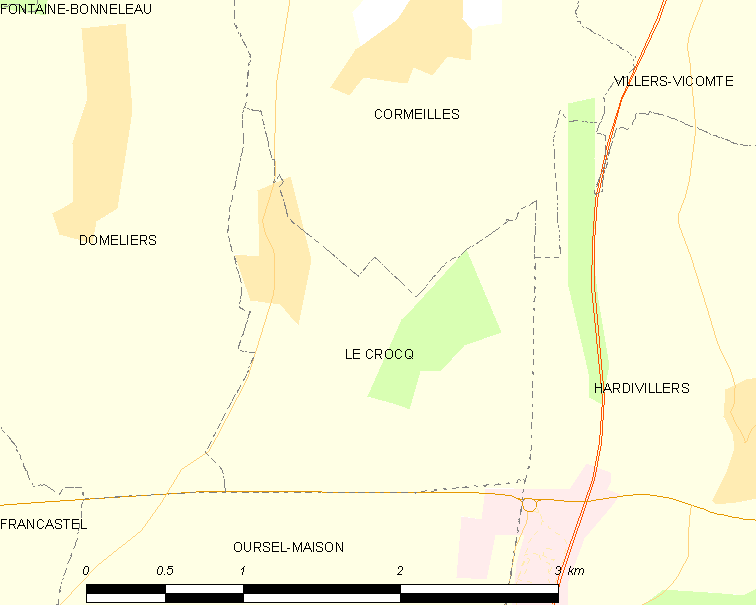
勒克罗的OSM定位图

## 行政
勒克罗的邮政编码为60120，INSEE市镇编码为60182。

## 政治
勒克罗所属的省级选区为圣瑞斯特昂绍塞县。

## 人口

1962-2008年间勒克罗人口变化图示

勒克罗于2022年1月1日时的人口数量为178人。